# Бегов Лукавац
Бегов Лукавац (алб. Llukac i Begut) је насељено место у општини Исток, на Косову и Метохији. Према попису становништва из 2011. у насељу је живело 1.267 становника.

## Становништво
Према попису из 2011. године, Бегов Лукавац има следећи етнички састав становништва:
| Националност        | 2011.          |
| Албанци             | 1.206 (95,18%) |
| Бошњаци             | 33 (2,60%)     |
| Египћани            | 3 (0,24%)      |
| Турци               | 2 (0,16%)      |
| Срби                | 1 (0,08%)      |
| други и неизјашњени | 22 (1,74%)     |
| Укупно              | 1.267          |

| Демографија | Демографија | Демографија |
| Година      | Становника  | Становника  |
| ----------- | ----------- | ----------- |
| 1948.       | 881         |             |
| 1953.       | 692         |             |
| 1961.       | 834         |             |
| 1971.       | 1.022       |             |
| 1981.       | 1.181       |             |
| 1991.       | 1.234       |             |
| 2011.       | 1.267       |             |